# اوسیج سیتی (کانزاس)
اوسیج سیتی (به انگلیسی: Osage City) شهری در ایالت کانزاس کشور ایالات متحده آمریکا است که جمعیت آن در سرشماری سال ۲۰۱۰ میلادی، ۲٬۹۴۳ نفر بوده‌است.